# Alodeltocephalus draba
Alodeltocephalus draba är en insektsart som beskrevs av Evans 1966. Alodeltocephalus draba ingår i släktet Alodeltocephalus och familjen dvärgstritar. Inga underarter finns listade i Catalogue of Life.